# Ley de Stigler
La ley de Stigler, también conocida como la ley de la eponimia de Stigler, es un axioma formulado por Stephen Stigler en 1980 que dice que «ningún descubrimiento científico recibe el nombre de quien lo descubrió en primer lugar».
Stigler, profesor de Estadística de la Universidad de Chicago, publicó su famoso trabajo en la revista Transactions of the New York Academy of Sciences. Se da la circunstancia de que en el propio artículo el autor reconocía que la tesis que llevaba su nombre ya había sido formulada de modo aproximado por otro, en este caso por Robert K. Merton, en su concepto de obliteración aplicado a la sociología de la ciencia.
También se da el caso, muy propio de la naturaleza humana, que no se reconozca en su momento el mérito a los creadores, si no es gracias a sus discípulos, ya que no se exponen directamente a la crítica, al no ser los creadores originales. Así pasó, por ejemplo, con la teoría de la evolución, que solo fue reconocida y aceptada cuando los discípulos directos de Darwin, Thomas Henry Huxley, sobre todo, y Herbert Spencer, la divulgaron.

## La Ley de Stigler y el «Efecto Mateo»
El que, por la Ley de Stigler, en muchas ocasiones los hallazgos científicos no reciban el nombre de los que los realizaron en primer lugar, puede considerarse una manifestación inversa del llamado «efecto Mateo», con el que la Ley de Stigler está emparentada.
En el Evangelio de Mateo (capítulo 25, versículo 29) se dice: «al que tiene mucho, más se le dará, y al que tiene poco, se le quitará hasta lo poco que tiene, para dárselo al que más tiene».
En literatura, artes, industria cinematográfica o ciencias, el efecto Mateo puede observarse en la mayor estimación que reciben los escritores, artistas, cineastas o científicos que ya son previamente prestigiosos frente a otros menos conocidos con anterioridad.
Además de recibir un mayor reconocimiento personal, es más probable que los trabajos de creadores o investigadores más prestigiosos tengan más difusión, impacto mediático, publicidad, (o ventas), y, en el caso de los inventos y descubrimientos, más citaciones y repercusiones posteriores.
Los trabajos o descubrimientos de los autores o investigadores poco o nada conocidos, aunque sean de un nivel equivalente o superior a los de aquellos que son más conocidos, pueden quedar en el completo olvido a no ser que alguien más prestigioso los saque posterior o simultáneamente a la luz pública.
Cuando los trabajos o descubrimientos de autores ignorados son expuestos o publicados por un autor más prestigioso, a veces lo son con leves reformulaciones o modificaciones respecto al trabajo de los autores originales, (citando o sin citar la obra o descubrimiento previo en que se basan), pero en otras ocasiones se atribuye falsamente la autoría al autor, pensador, inventor o descubridor más reconocido.
Aunque con posterioridad se averigüe el nombre del autor o creador original, o que más contribuyó al invento, obra o descubrimiento, es ya muy difícil que la historia dé a cada cual el lugar que les corresponde.

## Ejemplos
Hay numerosos ejemplos de esta ley. Algunos de ellos son:
| Descubrimiento                               | Observación |
| -------------------------------------------- | --- |
| Diagramas de Lexis                           | Fueron inventados por Gustav Zeuner y O. Brasche, y no por Wilhelm Lexis, a quien se debe el nombre. |
| Distribución normal o distribución gaussiana | No fue descubierta por Gauss, sino por De Moivre. |
| Ley de Gresham                               | Fue descubierta primeramente por Copérnico. |
| Ley de Benford                               | Fue descubierta cincuenta años antes por Simon Newcomb. |
| Ley de Snell                                 | Fue descubierta siete siglos antes por Ibn Sahl. |
| Regla de oro de Fermi                        | Fue desarrollada en primer lugar por Paul Dirac. |
| Número de Avogadro                           | Fue calculado por Johann Josef Loschmidt. |
| Ley de Coulomb                               | Fue descubierta por Henry Cavendish |
| Ley de Charles                               | Fue observada con anterioridad por Henry Cavendish. |
| Nube de Oort                                 | Atribuida al holandés Jan Oort, fue postulada y descrita por el estonio Ernst Öpik. |
| Ley de Ohm                                   | Fue descubierta por Henry Cavendish. |
| Arquitectura de von Neumann                  | Fue desarrollada por John Presper Eckert, John William Mauchly y Arthur Burks, entre otros. |
| Regla de l'Hôpital                           | Fue desarrollada por Johann Bernoulli |
| Ley de Stigler                               | Ya había sido enunciada por Robert K. Merton. |
| Ecuaciones de Cauchy-Riemann                 | Del análisis de variable compleja fueron estudiadas anteriormente por D'Alembert y Euler, por lo que deberían llamarse ecuaciones de D'Alembert-Euler. |
| Rueda de Savart                              | Fue inventada primeramente por Robert Hooke. |
| Heliografía                                  | El primer procedimiento fotográfico de la Historia, inventada por Nicéphore Niépce, fue patentado y divulgado a su muerte con el nombre de daguerrotipia por su colaborador Louis Daguerre tras mejorarlo, obviando el nombre y descubrimientos del primero.                                       |
| Posición de Trendelenburg                    | En medicina (decúbito supino pero con la cabeza más baja que los pies), nombrada por el médico y cirujano alemán Friedrich Trendelenburg, fue descrita previamente en la historia de la medicina por médicos como Celsus, Paulus Aegineta, Abulcasis o el médico medieval francés Guy de Chauliac. |